# Umeå (stad)
Umeå (uitspraakⓘ) is de hoofdstad van de gemeente Umeå in het landschap Västerbotten en de provincie Västerbottens län in Zweden. Het is ook de grootste stad van de Zweedse regio Norrland. De stad heeft 75.645 inwoners (2005) en een oppervlakte van 3346 hectare.
Umeå is al tientallen jaren een van de snelstgroeiende steden van Zweden. De stad begon vooral sterk te groeien na 1965, het jaar waarin de universiteit die in de stad gevestigd is werd gesticht. Ook tegenwoordig groeit de stad nog snel: per jaar worden ongeveer 700 à 800 nieuwe appartementen gebouwd.
De stad staat in Zweden bekend als de 'berkenstad' omdat er veel lanen met berkenbomen zijn. De rivier Ume älv mondt vlak bij Umeå uit in de Botnische Golf. Uit de stad komen de voetbalclub Umeå IK en de universiteit van Umeå is in de stad te vinden. Een onderzoek van het Europees Milieuagentschap (EEA) in 2021 concludeerde dat de stad de beste luchtkwaliteit had van alle 323 onderzochte Europese steden.

## Cultuur
Umeå wordt beschouwd als de belangrijkste stad van het noorden van Zweden op cultureel gebied. Zo komt de opera van Noord-Zweden NorrlandsOperan uit deze stad. In de stad wordt jaarlijks in oktober of begin november het Umeå Jazz Festival gehouden, dit is een van de grootste festivals in Scandinavië voor moderne jazz. Enkele muziekbands die uit de stad komen zijn de hardcore punkbands Refused en AC4 (zie: Hardcore in Umeå) en de metalbands Meshuggah en Cult of Luna. Ook zijn er verschillende musea te vinden zoals het Zweedse skimuseum, het provinciale museum van Västerbottens län, het stadsmuseum van Umeå, het gitarenmuseum (Guitars - The Museum) en het bildmuseet waar onder andere hedendaagse kunst te zien is. Umeå was in 2014 culturele hoofdstad van Europa.
Umeå is in de race om 'klimaat-hoofdstad van Europa' te worden
Umedalens skulpturpark is een beeldenpark met een vaste collectie van 33 sculpturen in Umeå.

## Verkeer en vervoer
- Langs de stad loopt de Europese weg 4 en verder de wegen Riksväg 92, Länsväg 363 en Länsväg 364.
- De plaats heeft een station aan de spoorlijnen Västeraspby - Umeå en Holmsund - Vännäs.
- Ruim 10 km ten zuiden van Umeå ligt het plaatsje Holmsund, vanwaar veerboten (Wasaline) over de Botnische Golf naar Vaasa (Finland) vertrekken. De Europese weg 12 volgt deze route.
- Umeå heeft een kleine internationale luchthaven: Umeå Airport.

## Geboren
- Benkt Norelius (1888-1974), turner
- Stig Lindberg (1916-1982), keramist en industrieel ontwerper
- Ola Ullsten (1931-2018), diplomaat
- Stieg Larsson (1954-2004), journalist en auteur
- Jörgen Lind (1966), schrijver
- Daniel Lindström (1978), zanger en winnaar Idols 2004
- Joakim Bäckström (1978), golfer
- Hanna Ljungberg (1979), voetbalster
- Anja Pärson (1981), skiester
- Mikael Dahlberg (1985), voetballer
- Mikael Lustig (1986), voetballer
- Amanda Kernell (1986), cineaste
- Maria Pietilä-Holmner (1986), alpineskiester
- Teodor Peterson (1988), langlaufer
- Emma Kullberg (1991), voetbalster
- Jonna Sundling (1994), langlaufster
- William Spetz (1996), acteur
- David Åhman (2001), beachvolleyballer

## Galerij

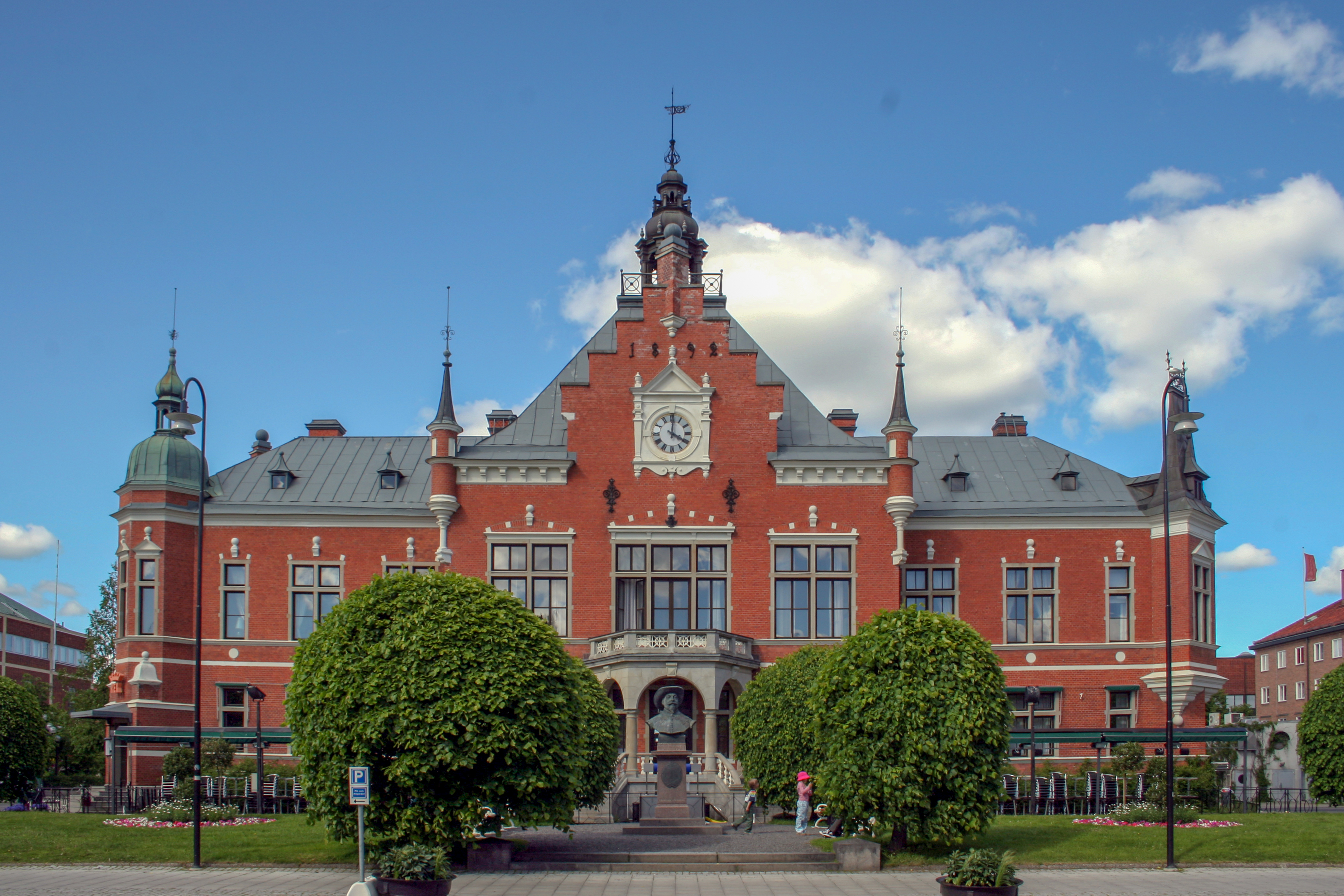
Het oude stadhuis.
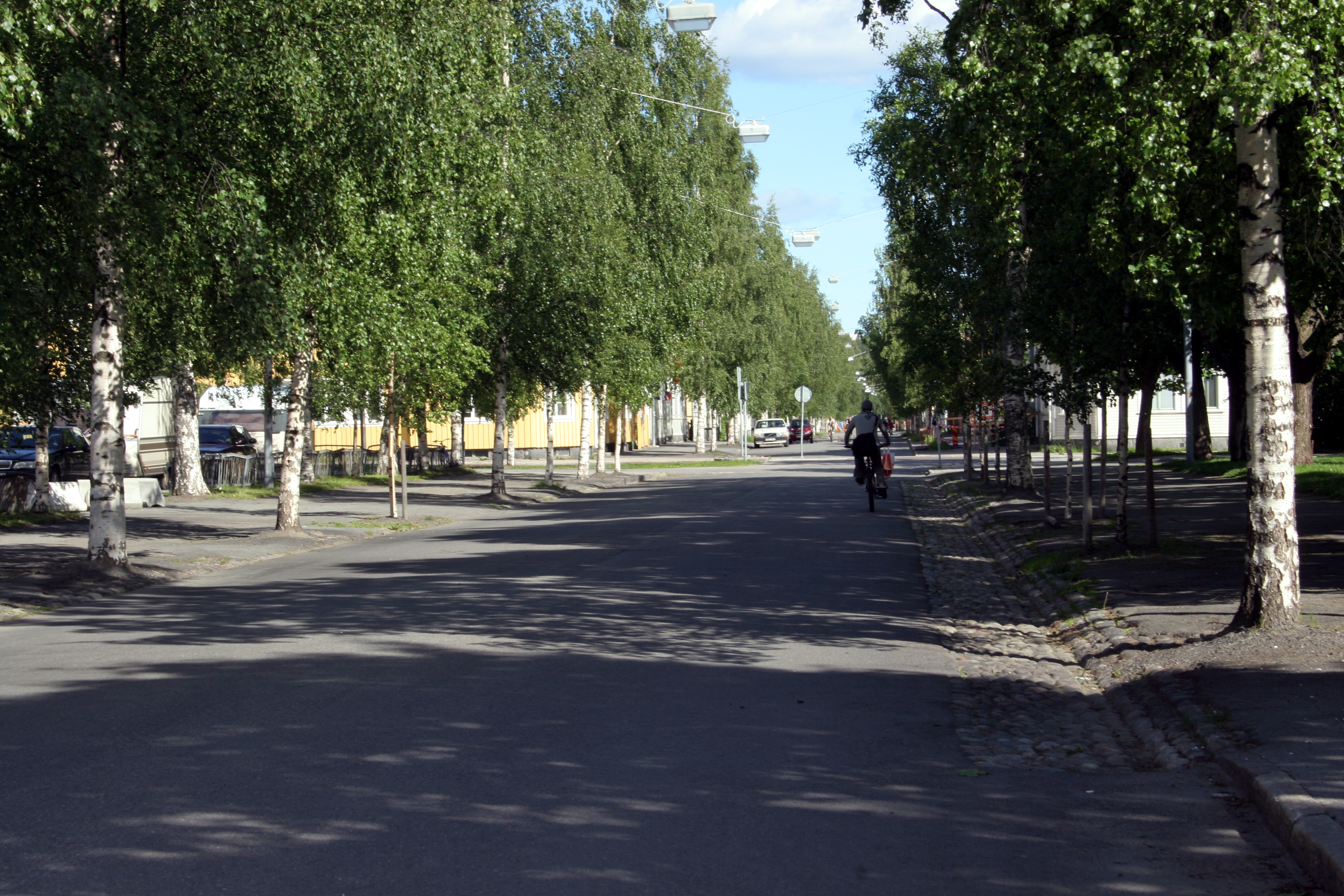
Een typische berkenlaan in Umeå
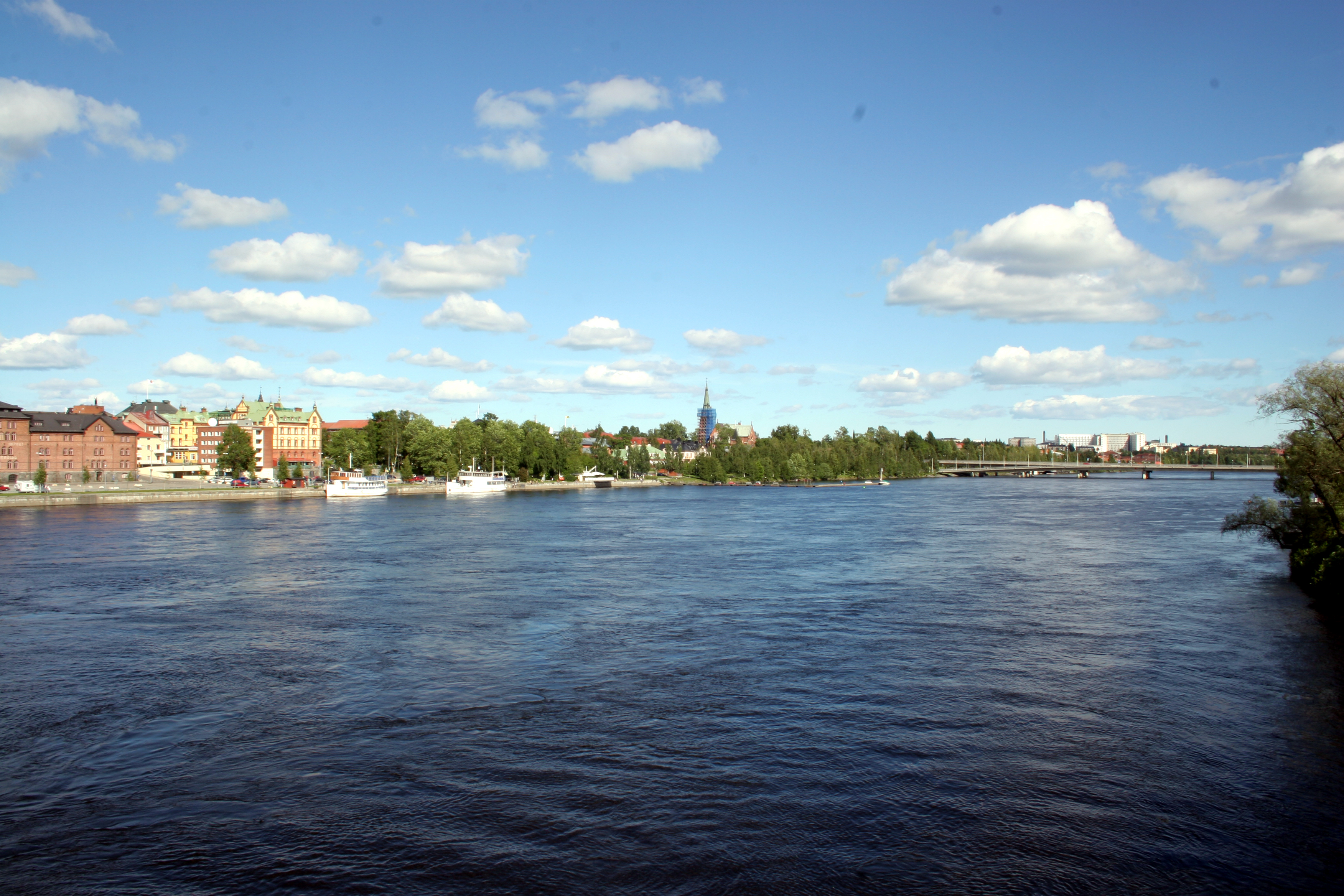
De rivier de Umeälven, terwijl deze door Umeå stroomt